# Eurytoma gregi
Eurytoma gregi är en stekelart som beskrevs av Girault 1915. Eurytoma gregi ingår i släktet Eurytoma och familjen kragglanssteklar. Inga underarter finns listade i Catalogue of Life.